# اسکات ای. اندرسون
اسکات ای. اندرسون (به انگلیسی: Scott E. Anderson) (زاده :۱ آوریل ۱۹۶۴) متخصص طراحی جلوه‌های ویژه است. وی برای فیلم بیب در سال ۱۹۹۶ برنده اسکار شده است.

## فیلمشناسی
- سربازان سفینه
- مرد توخالی
- بیب
- گلادیاتور
- محمد رسول‌الله[۱]